# Dmitri Chakouline
Dmitri Chakouline (en russe : Дмитрий Викторович Шакулин), né le 11 mai 1968, à Kirov, en République socialiste fédérative soviétique de Russie, est un joueur et entraîneur russe de basket-ball. Il évolue au poste de meneur.

## Palmarès
- Finaliste du championnat d'Europe 1993
- 3e du championnat d'Europe 1997